# 18946 Massar
18946 Massar este un asteroid din centura principală de asteroizi.

## Descriere
18946 Massar este un asteroid din centura principală de asteroizi. A fost descoperit pe 24 august 2000 la Socorro, New Mexico, în cadrul proiectului LINEAR. Asteroidul prezintă o orbită caracterizată de o semiaxă mare de 3,05 ua, o excentricitate de 0,18 și o înclinație de 0,5° în raport cu ecliptica.